# رموس و رمولوس:نخستین پادشاه
نخستین پادشاه: زایش یک امپراتوری (انگلیسی: The First King: Birth of an Empire) در بریتانیا رموس و رمولوس:نخستین پادشاه یک درام تاریخی درام (فیلم و تلویزیون) به کارگردانی ماتئو روور است. آلساندرو بورگی و آلسیو لاپیس [آن] در این فیلم بازی می‌کنند.

## طرح
در لاتیوم قدیم در سال ۷۵۳ پیش از میلاد، یک سیل ناگهانی باعث می‌شود که دو برادر رومولوس و رموس به‌عنوان برده در پادشاهی آلبا لونگا اسیر شوند. آنها قادر به شورش هستند و زندانیان دیگر لاتین‌ها و سابین‌ها را آزاد می‌کنند و کاهن وستا ساتنی را به عنوان گروگان به عنوان گروگان می‌گیرند که آتش مقدس را با خود حمل می‌کند. در درگیری رومولوس مجروح، رموس در نهایت رهبر لاتین‌ها را می‌کشد و رهبر جدید قبیله می‌شود.
این گروه با یک قبیله جنگجو روبرو می‌شوند و آنها را شکست می‌دهند و رموس توسط مردم بازمانده از pagus به پادشاهی منصوب می‌شود. در طی یک قربانی، ساتنی پیش‌بینی می‌کند که یکی از دو برادر به پادشاهی بزرگ تبدیل می‌شود و امپراتوری بزرگتر از آنچه تصور می‌شود بسازد، اما برای انجام این کار باید برادر دیگر را بکشد. قبیله تصور می‌کنند که این پیشگویی به این معنی است که رومولوس به خاطر عظمت برادرش خواهد مرد.
رموس از پذیرش دستور الهی که او را ملزم به کشتن برادرش می‌کند، امتناع می‌ورزد. او آتش مقدس وستا را خاموش می‌کند، کاهن پیری را می‌کشد و ساتنی را در وسط جنگلی بی‌پناه می‌گذارد. رموس با بازگشت به pagus همه ساکنان را به بردگان تنزل می‌دهد. رومولوس سلامتی خود را به دست می‌آورد و با رموس در مورد اعمالش رو در رو می‌شود. رموس پشیمان به سراغ ساتنی می‌رود که در حین مرگ بر اثر حمله حیوانات وحشی به او می‌گوید که امان دادن به رومولوس اکنون به این معنی است که این رموس است که به دست رومولوس خواهد مرد.
رومولوس قادر است آتش مقدس را دوباره روشن کند و رهبر جدید pagus شود. او زن جوانی را مأمور مراقبت از آتش می‌کند تا روشن بماند و بدین وسیله نخستین باکره‌های وستال را بنیان‌گذاری می‌کند. رموس در تلاش برای فرار از پیشگویی، با گروهی از مردان به سمت تیبر می‌رود، اما سواره نظام پادشاهی آلبا لونگا به او حمله می‌کند و تنها توسط قبیله رومولوس نجات می‌یابد. سپس رموس مالکیت و رهبری این قبیله را برای خود ادعا می‌کند و با تهدید به خاموش کردن شعله مقدس با برادرش درگیر می‌شود. رموس برادرش را وادار می‌کند که او را بکشد تا پیشگویی محقق شود. در بستر مرگ با برادرش صلح می‌کند، او را به عنوان پادشاه خود می‌شناسد و به او می‌گوید که در آن سوی رودخانه شهری ایجاد کند.
قبیله از تیبر عبور می‌کنند و جسد رموس را بر روی آتش‌سوزی می‌سوزانند. رومولوس قسم می‌خورد که بزرگ‌ترین و قدرتمندترین شهر جهان را بر روی خاکستر برادرش بسازد. او نام شهر را رم می‌گذارد.
در طول تیتراژ پایانی، یک نقشه متحرک گسترش قلمرو تابع رم تا اوج آن در زمان امپراتور تراژان در سال ۱۱۷ نشان داده می‌شود.

## تم‌ها
این فیلم مبارزه بین قدرت و «پیتاس (ایزدبانو)» را به تصویر می‌کشد که توسط دو برادر نمایش داده می‌شود. در نهایت، قدرت فقط زمانی به نظم تبدیل می‌شود که به اراده خدایان تسلیم شود. کارگردان قصد اظهار نظر دربارهٔ سیاست معاصر را نداشت، اما گفت که موضوع اسطوره عشق و تکبر «از طریق نمادهایی با ما صحبت می‌کند که می‌توانیم در پرتو زمان فعلی خود تفسیر کنیم».